# Wilhelm Lang (Orgelbauer)
Wilhelm Lang (* 1. August 1794; † 18. Oktober 1858) war ein deutscher Orgelbauer in Berlin.

## Leben
Wilhelm Lang war ein Schüler von Johann Simon Buchholz in Berlin und arbeitete dann bei dessen Sohn Carl August Buchholz, wo er auch Werkführer war. 1839 gründete er mit Ferdinand Dinse eine eigene Orgelbauwerkstatt Lang & Dinse in der Alten Jakobstraße 71 in Berlin. Dinse war ebenfalls Mitarbeiter bei Buchholz gewesen und hatte eine Tochter von Wilhelm Lang geheiratet.
Nach dem Tod von Wilhelm Lang 1858 führte Dinse die Werkstatt allein weiter. Der Sohn Albert Lang gründete eine eigene Firma in der Berliner Luisenstadt.

## Werke (Auswahl)
Von der Firma Lang & Dinse sind heute über 15 Orgelneubauten in der Mark Brandenburg bekannt, dazu Reparaturen und andere Arbeiten. Die Orgeln waren von guter Qualität und orientierten sich an den Vorbildern von Carl August Buchholz. Einige sind erhalten.
Orgelneubauten
| Jahr        | Ort                    | Kirche                 | Bild | Manuale | Register | Bemerkungen                                                                             |
| ----------- | ---------------------- | ---------------------- | ---- | ------- | -------- | --------------------------------------------------------------------------------------- |
| 1843        | Neulietzegöricke       | Dorfkirche             |      | I/P     | 10       | 2016/17 Restaurierung und Rekonstruktion der ursprünglichen Orgel durch Scheffler       |
| 1845        | Altwustrow, Oderbruch  | Dorfkirche             |      | I/P     | 10       | Umbauten und Umdisponierungen um 1950 und 1978 durch Fahlberg auf I/5, jetzt ohne Pedal |
| 1845        | Altmädewitz, Oderbruch | Dorfkirche Altmädewitz |      | I/P     | 11       | erhalten                                                                                |
| um 1845     | Lunow, Barnim          | Dorfkirche             |      | I/P     | 9        | 1848 aufgebaut, 2010 restauriert durch Scheffler                                        |
| 1847        | Berlin-Kreuzberg       | St.-Jacobi-Kirche      |      | II/P    | 31       | mit Johann Friedrich Schultze mitgearbeitet, 1945 zerstört                              |
| 1849        | Stangenhagen, Teltow   | Dorfkirche             |      | I/P     | 6 ?      | [ 7 ]                                                                                   |
| um 1849/50  | Spandau                | St. Marien am Behnitz  |      |         |          | nicht erhalten, seit 2003 Orgel von Alexander Schuke Orgelbau                           |
| um 1850 (?) | Glienick, Teltow       | Dorfkirche             |      | I/P     | 7        | [ 9 ]                                                                                   |
| 1852        | Falkenhagen, Uckermark | Dorfkirche             |      | II/P    | 11       | [ 10 ]                                                                                  |
| 1852        | Bandelow, Uckermark    | Dorfkirche             |      | II/P    | 14       | [ 11 ]                                                                                  |
| nach 1855   | Mallnow                | Dorfkirche             |      |         |          | 1945 zerstört                                                                           |
| 1856        | Schönwerder, Uckermark | Dorfkirche             |      | II/P    | 11       | [ 12 ]                                                                                  |
| 1857        | Lüdersdorf, Uckermark  | Dorfkirche             |      | I/P     | 8        | 2014 Generalinstandsetzung und neue Prospektpfeifen durch Scheffler                     |
| 1857        | Lichterfelde           | Dorfkirche             |      |         |          | 1995 umgreifender Umbau und Neudisponierung im alten Gehäuse durch Fahlberg auf I/P, 7  |
| 1858        | Werder, Oberbarnim     | Dorfkirche             |      | I/P     | 7        | erheblich beschädigt und nicht spielbar                                                 |
| 1858        | Reitwein, Oberbarnim   | Dorfkirche             |      |         |          | 1945 zerstört                                                                           |
| ?           | Alt Rosenthal          | Dorfkirche             |      |         |          | 1945 zerstört                                                                           |